# Semiothisa angolaria
Semiothisa angolaria là một loài bướm đêm trong họ Geometridae.